# Poyales del Hoyo
Poyales del Hoyo – gmina w Hiszpanii, w prowincji Ávila, w Kastylii i León, o powierzchni 3,38 km². W 2011 roku gmina liczyła 616 mieszkańców.